# Sulpicia die Ältere
Sulpicia die Ältere, Tochter des Servius Sulpicius Rufus, Nichte des Marcus Valerius Messalla Corvinus, war eine römische Dichterin zur Zeit des Kaisers Augustus. Sie stand offenbar in engem Kontakt mit dem Dichterkreis um ihren Onkel Messalla, zu dem auch Tibull und Ovid gehörten.
Zusammen mit den Elegien Tibulls sind sechs kürzere, epigrammartige Gedichte Sulpicias in elegischen Distichen erhalten (Corpus Tibullianum III 13-18), in denen sie von ihrer Liebe zu einem gewissen Cerinthus erzählt, der möglicherweise mit Cornutus, einem Freund Tibulls (Tibull II 2 und 3), identisch ist. Das längste Gedicht umfasst nur zehn Zeilen, das kürzeste gerade einmal einen Satz. Die Sprache der Verse klingt stellenweise umgangssprachlich und etwas unbeholfen und erweckt damit den Anschein, dass hier ein junges, in der Dichtkunst ungeübtes Mädchen unmittelbar seinen Gefühlen Ausdruck verleiht. Allerdings entspricht dies durchaus der Tradition römischer Epigramme, wie sie bereits bei Catull zu erkennen ist, so dass auch die kunstlose Spontaneität der Sulpicia-Gedichte in Wahrheit eine sorgfältige dichterische Stilisierung darstellen könnte.
Bemerkenswert sind auch die den Sulpicia-Gedichten vorangehenden Elegien in der Sammlung des Corpus Tibullianum (III 8-12), die ihre Beziehung zu Cerinthus aus der Sicht eines Dritten schildern und damit gleichsam eine Einleitung zu ihren Gedichten bilden. In der Forschung wurde daher gelegentlich angenommen, dass auch die Gedichte Sulpicias nicht von ihr selbst, sondern von diesem unbekannten Dichter stammen, der dieselbe Thematik aus unterschiedlichen Blickwinkeln poetisch darstellt. Ein Beweis für diese These lässt sich jedoch nicht erbringen.

## Ausgaben, Kommentare, Übersetzungen
- Tibull und seine Fortsetzer. Zweisprachige Gesamtausgabe. Lateinisch und deutsch. Mit Einleitung und Kommentar hrsg. und übers. von Dieter Flach. WBG, Darmstadt 2015.
- Albii Tibulli aliorumque carmina. Hrsg. von Georg Luck, Stuttgart & Leipzig ²1998.
- Appendix Tibulliana. Hrsg. und kommentiert von Hermann Tränkle. (Texte und Kommentare, 16). Berlin 1990.
- Tibulli aliorumque carminum libri tres, hrsg. von John Percival Postgate. 2. Auflage. Oxford 1915.
- Johann Ferdinand Koreff (Übersetzer): Der Sulpicia Elegien und einige elegische Fragmente anderer. Paris 1810.